# Via Verde

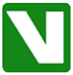
Icono de la Vía Verde.

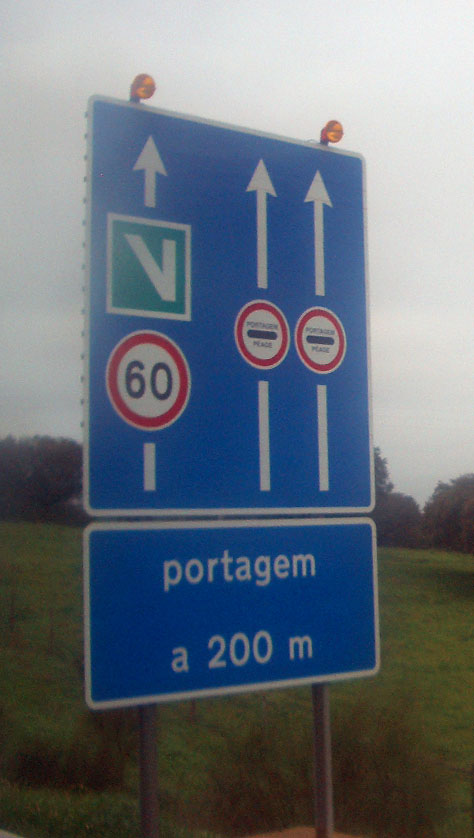
Señal de identificación de carriles en la Autoestrada A6 (Marateca-Caia). El carril situado más a la izquierda es exclusivo a usuarios del sistema Via Verde.

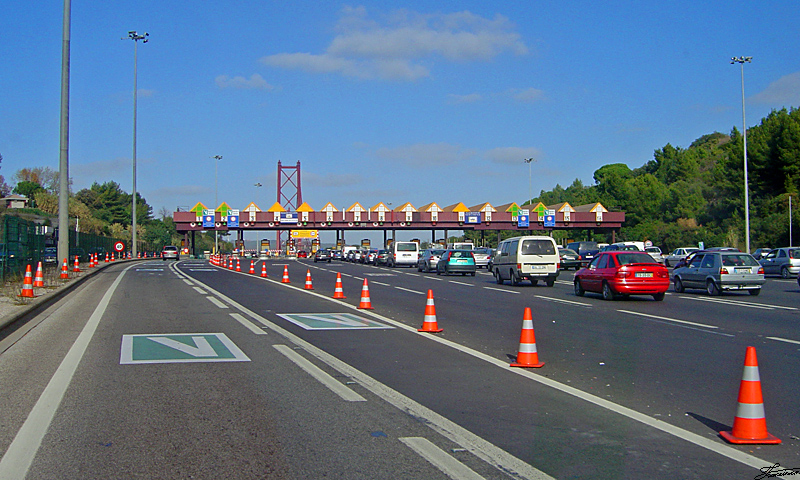
Via Verde en Almada.

Via Verde (Vía Verde) es un sistema de telepeaje electrónico que se usa en Portugal desde 1991, y extendido a todos los peajes de todas las autopistas y puentes del país desde 1995.
Al pasar por el carril exclusivo a usuarios en un peaje, una etiqueta RFID sujeta al parabrisas del vehículo transmite su identificador y el importe del peaje se carga directamente a la cuenta bancaria del cliente. Si la etiqueta no es válida (o es inexistente) o la clase del vehículo (como es detectada por los sensores electrónicos del carril) no corresponde a la clase codificada en la etiqueta, el vehículo infractor se fotografía y se inicia un trámite legal.
Este sistema prevé un buen flujo de tráfico: los carriles reservados a usuarios del servicio tienen un límite de velocidad de 40 a 60 km/h, aunque se ha demostrado que el sistema puede funcionar correctamente a velocidades por encima de 200 km/h.
Via Verde ha tenido éxito en Portugal principalmente porque es compatible con cualquier banco del país, dado que su red bancaria está completamente integrada (la red Multibanco).
Via Verde fue el primer sistema de telepeaje electrónico del mundo y su tecnología fue rápidamente imitada en otros países, como es el caso del E-ZPass estadounidense.

## Usos alternativos
Debido al gran uso del sistema Via Verde, ahora se está extendiendo a otras áreas fuera del cobro electrónico de peajes. En la actualidad lo utilizan muchos aparcamientos y algunas gasolineras de la compañía Galp. Este sistema está completamente integrado, lo cual significa que una misma tarjeta funciona en todas partes.